# Sockl and Nathan

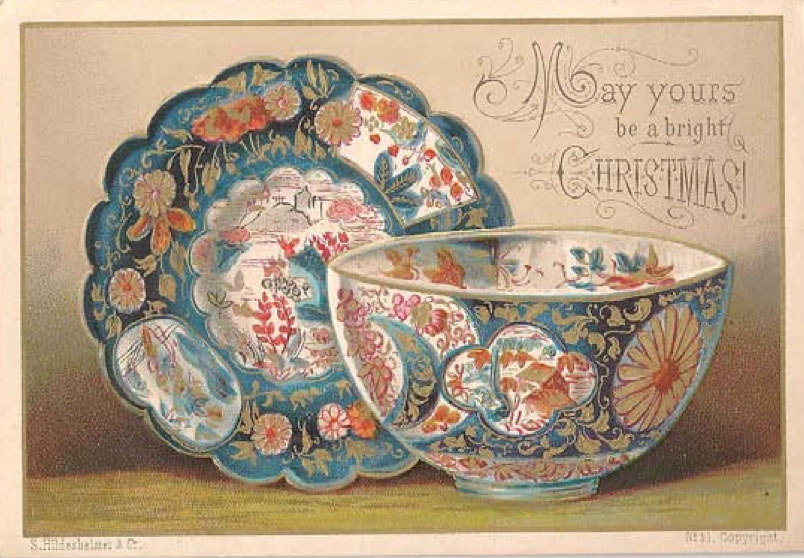
Eine „Sockl & Nathan“-Weihnachtskarte von 1895

Sockl and Nathan war eine britische Grußkartenfirma und Verlagsgesellschaft im 19. Jahrhundert mit Hauptsitz in London. Sie wurde von Victor Sockl und Saul Nathan gegründet und verwaltet.

## Geschichte
Die Firma war eine Partnerschaft zwischen Saul Nathan und Victor Franz Theodor Sockl, einem Sohn der Maler Theodor Sockl und Clara Adelheid Sockl, geborene Soterius von Sachsenheim. Victor Sockl, sein Bruder Carl Sockl und Carls Familie waren in der zweiten Hälfte des 19. Jahrhunderts aus dem Kaisertum Österreich nach Großbritannien ausgewandert, höchstwahrscheinlich um den Wehrdienst zu meiden und den Unruhen in Mitteleuropa nach den Revolutionen von 1848 zu entkommen. Carl Sockl war Buchhalter der Firma.
Die Firma spezialisierte sich auf den Nachdruck von Bildern. Ihre Karten wurden per Hand in Leipzig gedruckt; ein Herstellungsverfahren, das der Massenherstellung von Grußkarten vorherging. Das Unternehmen mit Sitz in der 4 Hamsell Street, City of London, war eine Zeit lang sehr erfolgreich und unter anderem britischer Hoflieferant. Die Karten trugen häufig keinen Firmennamen, sondern waren lediglich mit dem Wort „Copyright“ beschriftet, da man aufgrund des jüdischen Namens „Nathan“ (kurz für Nathanael) Diskriminierung und Geschäftsnachteile fürchtete.
Die Firma war unter demselben Namen zudem als Verlag tätig. Sie veröffentlichte Bildbände mit Kindergedichten.
Nachdem ein Brand in einem angrenzenden Gebäude großflächigen Schaden an ihrem Bestand angerichtet hatte, kämpfte die Firma ums Überleben. Schließlich ging es weiter bergab, hauptsächlich wegen der Konkurrenz der aufstrebenden Grußkartenbranche, die nun in Massen produzierte. Die Partner lösten die Firma im Februar 1897 auf.
Eine Sammlung von ungefähr 200 Karten blieb im Privatbesitz der Sockl-Familie. In den späten 1980ern wurden sieben Karten von der Medici Society mehrere Jahre lang abgedruckt. In den 1990ern wurden ungefähr 100 Karten an einen Kunsthändler verkauft und in seiner Galerie in Wimbledon, London, ausgestellt. Die übrigen 100 wurden an die Ephemera Society (Verband für Gelegenheitsgrafik) gespendet. Schätzungsweise 53 Karten befinden sich in der umfangreichen Laura Seddon Greeting Card Collection und sind in ihrem Buch A Gallery Of Greetings (1992) katalogisiert. Die Sammlung ist nun in der Manchester Metropolitan University als Teil ihrer Sammlung viktorianischer Gelegenheitsgrafiken zu sehen, welche in der Sir Kenneth Green Library auf dem All Saints-Campus untergebracht sind.

## Aufnahme in der Öffentlichkeit
„Sockl and Nathan“-Grußkarten wurden in Magazinen und Fachzeitschriften der damaligen Zeit dargestellt, insbesondere in den 1880ern. Die neuen Kartenkonzepte, die von dieser Firma eingeführt wurden, enthielten auch Karten, die als Autogrammkarten gestaltet waren.

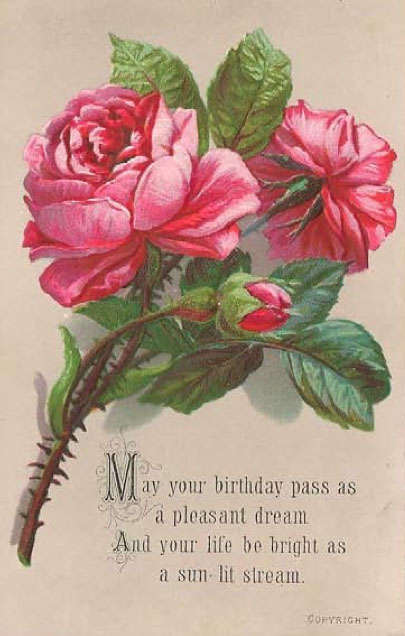
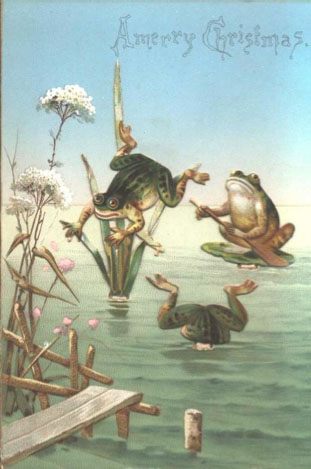
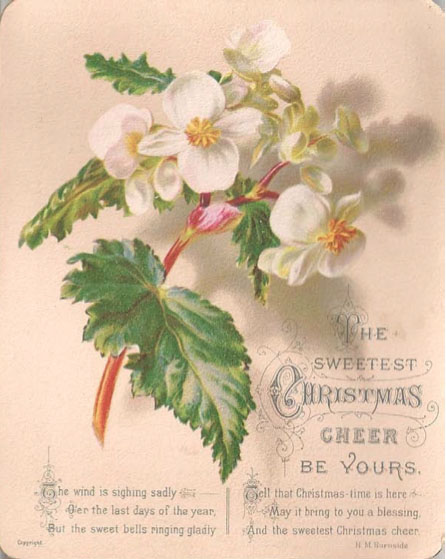
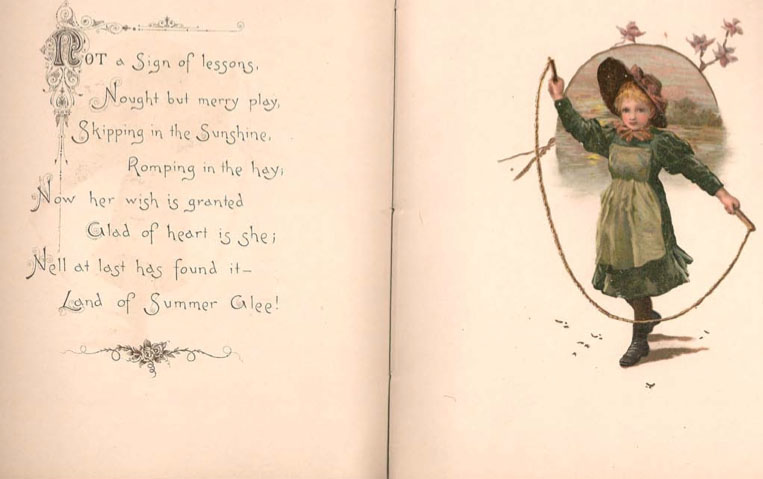